# Кабул 9
«Кабу́л 9» — підрозділ спеціального призначення Головного управління розвідки Міністерства оборони України, створений на початку російського вторгнення ветеранами українських спецслужб та ЗСУ.

## Історія
Підрозділ «Кабул 9» був сформований за сприяння керівника Головного управління розвідки Кирила Буданова на початку російської навали 2022 року, ветеранами української армії й спецслужб.
Бійці спецпідрозділу взяли участь у відбитті наступу сил вторгнення РФ на Київ, де взяли участь у обороні самої столиці, міст Гостомель та Бровари.
Після відступу росіян з півночі України підрозділ перекинули на південь, також мінометні розрахунки та снайперські групи підрозділу української воєнної розвідки працювали під час оборони Бахмута.
23 грудня 2023 року розвідники «Кабул 9» у Пологівському районі Запорізькій області за допомогою FPV-дронів знищили російський танк, бронетранспортер, ГАЗ-66 й УАЗ СГР.
9 січня 2024 року ГУР України опубліковано список техніки, знищеної спецпідрозділом «Кабул 9»:
- 12 танків;
- 25 броньованих машин;
- 2 літаки Су-25;
- 11 артсистем;
- 12 комплексів РЕБ.

У взаємодії з різними оперативно-тактичними угрупованнями ЗСУ оператори дронів підрозділу допомогли виявити, скоригувати вогонь та знищити:
- 33 САУ;
- 16 комплексів РЕБ та РЕР;
- 24 ЗРК;
- 2 командні пункти ворога.

3 липня 2024 Воїни спецпідрозділу ГУР МО України "Кабул 9" на фронті за добу спопелили більше десятка одиниць автомобільної та броньованої техніки окупантів. Як зазнчають розвідники, результативна робота зі знищення логістики російських загарбників за допомогою FPV-дронів.

## Втрати
- грудень 2022; майор Присяжнюк Артем Юрійович